# دنچوتسی
دنچوتسی (به بلغاری: Denchevtsi) یک منطقهٔ مسکونی در بلغارستان است که در شهرستان دریانوو واقع شده‌است.